# Ducati Multistrada 1200
Die Ducati Multistrada 1200 ist ein Motorrad des italienischen Fahrzeugherstellers Ducati. Die Reiseenduro wurde am 10. November 2009 auf der internationalen Motorradmesse EICMA in Mailand der Presse vorgestellt und wird in Borgo Panigale hergestellt. Die Verkaufsbezeichnung Multistrada [ˈmʌltiˈstra:da] ist ein Kunstwort aus Multi (deutsch viele) und italienisch Strada (deutsch Straße).
Zum Modelljahr 2015 wurde die Multistrada leicht modifiziert. 2016 kam die Variante Multistrada 1200 Enduro mit 19"-Vorderrad, überarbeitetem V2-Motor und zusätzlichen elektronischen Funktionen hinzu.

## Technik

### Antrieb
Der Motor wurde auf Basis des Antriebs des Superbikes Ducati 1198 entwickelt und heißt Testastretta 11°, wobei die Gradzahl die Ventilüberschneidung angibt. Der flüssigkeitsgekühlte Zweizylindermotor erzeugt aus 1198 cm³ Hubraum eine Nennleistung von 110 kW (150 PS) und ein maximales Drehmoment von 124,5 Nm bei einer Drehzahl von 7500 min−1. Die zwei Zylinder des V-Motors haben einen Zylinderwinkel von 90 Grad. Die vier Ventile je Zylinderkopf werden von zwei obenliegenden Nockenwellen über Kipphebel zwangsgesteuert (ohne Ventilfedern, Desmodromik). Die zwei Zylinder haben eine Bohrung von 106 mm Durchmesser, die Kolben einen Hub von 67,9 mm bei einem Verdichtungsverhältnis von 11,5:1. Mit der Modifikation zum Modelljahr 2015 steigt die Motorleistung auf 117,7 kW (160 PS) und das Drehmoment auf 136 Nm. Das Verdichtungsverhältnis ändert sich auf 12,5:1.
Das Motorrad beschleunigt in 3,6 Sekunden von 0 auf 100 km/h und erreicht eine Höchstgeschwindigkeit von 249 km/h. Der Viertaktmotor verbraucht durchschnittlich 6,2 Liter Kraftstoff auf 100 km und hat eine theoretische Reichweite von 323 km.
Die Leistungsabgabe wird komplett elektronisch geregelt (Ride-by-Wire) und umfasst sowohl eine mehrstufige Antriebsschlupfregelung als auch eine „Wheelie-Control“, die das durch starkes Beschleunigen ausgelöste Aufsteigen des Vorderrades verhindert. Über verschiedene „Riding Modes“, ein wählbare Programmierung, die über Lenkerschalter einstellbar ist, kann das Ansprechverhalten der elektronischen Unterstützung angewählt werden. Außerdem steht eine Geschwindigkeitsregelanlage (Tempomat) zur Verfügung.

### Fahrwerk
Das Fahrwerk baut auf einem Gitterrohrrahmen aus Stahl auf und hat ein mittragende Motor-Getriebe-Einheit. Die vordere Upside-Down-Gabel von Marzocchi hat ⌀ 48 mm Standrohrdurchmesser und 170 mm Federweg. Die hintere Einarmschwinge aus Aluminium hat eine zentrale Feder-Dämpfer-Einheit (Zentralfederbein) von Sachs mit Hebelsystem und 170 mm Federweg. Die im S-Modell verfügbare „Ducati Skyhook Suspension“ (DSS) passt die Zug- und Druckstufendämpfung der Sachs-Federelemente in einer Reaktionszeit von 10 Millisekunden an die Straßenverhältnisse an.
Die Kraft überträgt eine hydraulisch betätigte Mehrscheiben-Ölbadkupplung und ein klauengeschaltetes Sechsganggetriebe mit Schrägverzahnung. Eine Kette im Sekundärantrieb überträgt das Drehmoment vom Getriebeausgang auf die Hinterachse. Das Trockengewicht mit Antiblockiersystem ist 209 kg, fahrbereit wiegt das Motorrad 232 kg. Die maximale Zuladung beträgt 210 kg, die Zulässige Gesamtmasse 430 kg.

### Bremsanlage
Zwei Scheibenbremsen von Brembo mit einem 4-Kolben-Radial-Festsattel und schwimmend gelagerten Bremsscheiben mit ⌀ 320 mm Durchmesser verzögern das Vorderrad. Am Hinterrad arbeitet seit 2015 eine Scheibenbremse mit ⌀ 265 mm Durchmesser (vorher 245) und Doppel-Kolben-Schwimmsattel. Die Bremsanlage wird von einem abschaltbaren, teilintegralen Antiblockiersystem von Bosch (9ME) unterstützt. Seit 2015 ist auch die Weiterentwicklung des ABS verfügbar, das nun auch in Kurven aktiv ist. Das S-Modell hat ⌀ 330 mm große Bremsscheiben am Vorderrad. Die Felgengrößen betragen 3,50×17″ vorn und 6,00×17″ hinten. Die Bereifung hat vorne die Maße 120/70ZR17 und hinten 190/55ZR17.

### Kraftstoffversorgung
Eine elektronische Kraftstoffeinspritzung erzeugt das Gemisch. Die Zündung arbeitet mit zwei Zündkerzen je Zylinder, die von einem Digitalrechner gesteuert werden. Der Hersteller empfiehlt die Verwendung von bleifreiem Motorenbenzin mit einer Klopffestigkeit von mindestens 95 Oktan. Der Kraftstofftank hat ein Volumen von 20 Liter, davon sind 4 Liter Reserve.

### Elektrik
Die Starterbatterie hat eine Kapazität von 12 Amperestunden und versorgt den elektrischen Anlasser. Die Lichtmaschine erzeugt eine elektrische Leistung von 520 Watt. Das Motorrad hat zwei Steckdosen mit 12-Volt-Versorgung. Die Instrumentierung ist seit 2015 vollständig als Flüssigkristallanzeige ausgeführt. Bei der S-Ausführung ist es eine 5" (127 mm) große Farb-Flüssigkristallanzeige. Ferner hat das S-Modell LED-Scheinwerfer mit Kurvenlicht (Standard: Halogenscheinwerfer).

### Abgasanlage
Ein geregelter Drei-Wege-Katalysator mit zwei Lambdasonden behandelt das Abgas nach. Es unterschreitet die Grenzwerte der Schadstoffklasse EURO4. Die zwei Abgaskrümmer der 2-1-2-Auspuffanlage münden am Heck auf der rechten Fahrzeugseite in zwei Endschalldämpfer aus Aluminium.

### Airbag-System am Fahrer
Die Multistrada 1200 D-air Street (2014), „das erste Serienmotorrad mit innovativem Airbag-System am Fahrer“, hat Sensoren, die drahtlos mit einer Airbag-Jacke verbunden sind.

## Marktpositionierung
Die Multistrada war zum Zeitpunkt der Markteinführung in der Klasse der Reiseenduros das leistungsstärkste Motorrad. Mit der Einführung der KTM 1290 Super Adventure mit 117,7 kW (160 PS) verlor Ducati diesen Status. Mit der Modifikation 2015 teilt sich Ducati zumindest wieder diesen Titel.
| Hersteller | Name                      | Motor | Hubraum | kW  | PS  | Nm  |
| ---------- | ------------------------- | ----- | ------- | --- | --- | --- |
| Ducati     | Multistrada 1200          | V2    | 1198    | 117 | 160 | 136 |
| KTM        | 1190 Adventure            | V2    | 1195    | 110 | 150 | 125 |
| Triumph    | Tiger Explorer            | R3    | 1215    | 101 | 137 | 121 |
| Honda      | VFR1200X Crosstourer      | V4    | 1237    | 95  | 129 | 126 |
| Aprilia    | ETV 1200 Caponord         | V2    | 1197    | 94  | 128 | 116 |
| Benelli    | TreK 1130                 | R3    | 1131    | 92  | 125 | 112 |
| BMW        | R 1200 GS (K50)           | B2    | 1170    | 92  | 125 | 125 |
| Kawasaki   | Versys 1000               | R4    | 1043    | 87  | 118 | 102 |
| Yamaha     | XT1200Z Super Ténéré      | R2    | 1199    | 81  | 110 | 114 |
| BMW        | R 1200 GS Adventure (K51) | B2    | 1170    | 92  | 125 | 125 |
| Moto Guzzi | Stelvio 1200              | V2    | 1151    | 77  | 105 | 113 |

Mit der Fahrwerksgeometrie einer Reiseenduro, einem Superbike-Antrieb und breiter Straßenbereifung lässt sich die Multistrada keiner Fahrzeugkategorie eindeutig zuordnen. Walter Wille bezeichnet das Motorrad in der FAZ als „Straßenreisealltagssportler auf Enduro-Stelzen“, da es noch keine „markenübergreifende Bezeichnung“ für die Kategorie gebe. Mit der „Dynamik eines Sportlers, der Vielseitigkeit eines Adventure-Bikes und dem Komfort eines Tourenbikes“ brachte BMW 2014 mit dem „Adventure-Sport-Bike“ BMW S 1000 XR ein direktes Konkurrenzmodell mit vergleichbarer Spezifikation und Nennleistung auf den Markt.

## Kritiken
„Angesiedelt ist die neue Duc im Spannungsfeld zwischen dem BMW-Bestseller R 1200 GS und den weiteren Vertretern der Gattung „Großenduro“. Wobei echte Geländefüchse bei diesem Ausdruck gequält mit den Augen rollen, denn in der Kiesgrube machen diese Fünf-Zentner-Boliden wirklich keine gute Figur. Das haben auch die Hersteller eingesehen, weshalb die Triumph Tiger 1050 mit reinrassigen Straßenpneus daherkommt, die BMW R 1200 GS mit Alugussrädern ausgeliefert wird – und nun die Ducati Multistrada gar mit einem 190er am Hinterrad die breiteste „Endurowalze“ der Welt zeigt. Anderes Indiz für die wenig stringente Umsetzung sind die Griffprotektoren, die ja klassischerweise im Gelände Hände und Hebeleien vor Beschädigungen schützen sollen. Doch bei der Multistrada sind auch noch LED-Blinker in den Schützern untergebracht. Da wird schon eine Rempelei mit einem robusten Busch zur teuren Angelegenheit.“

„Vieles kann die Multistrada also, alles sicher nicht. Aber den Italienern ist es gelungen, eine neue Spezies von Motorrad zu kreieren. Ein Supersport-Funbike mit faszinierenden, zukunftsweisenden Möglichkeiten. Das gewiss auch für die Tour taugt, im Herzen aber immer ein Sportbike bleibt. Und somit der ursprünglichen Ducati-Philosophie die Treue hält: alles oder nichts.“

„Schon im Touring-Modus reagiert die Multistrada so weich und kontrollierbar auf Gasbefehle, wie es nur wenige Twins – und andere Ducatis schon mal gar nicht – tun. Kaum ein Lastwechselschlag trübt das Fahrerlebnis, und dass hier gewaltiges Drehmoment in jedem Bereich vorhanden ist, ist bei einem 1200er-Twin ja eh selbstverständlich. Dazu mischt sich auf der Straße, zumindest bei der von uns ausschließlich gefahrenen S-Version, die Ducati-typische Lenkpräzision mit einem famosen Handling und dem von Öhlins-Fahrwerken gewohnten hochsensiblen Ansprechverhalten. Ein süchtig machendes Fahrerlebnis, das eher mit einer großen KTM als mit einer 1200er GS zu vergleichen ist.“

„Nüchtern betrachtet ist eine 150-PS-Reiseenduro aber so sinnvoll wie eine Lachgaseinspritzung im Schulbus: Vollgas im zweiten Gang, und schon steht man mit einem Bein im Gefängnis. Natürlich macht der brachiale Schub höllisch Spaß – aber auch auf den Kontrahenten mit durchschnittlich 110 PS wird einem kaum langweilig werden. Leistung kann man zwar nie genug haben, wer jedoch mit der Multistrada im Regen und auf rutschigen Serpentinen einen Alpenpass überquert, dem erschließt sich schlagartig eine neue Erkenntnis: Kontrollierbarkeit ist der eigentliche Trumpf in den Bergen.“